# Neolítico

Difusión de la agricultura desde algunos de los focos de desarrollo independiente inicial.

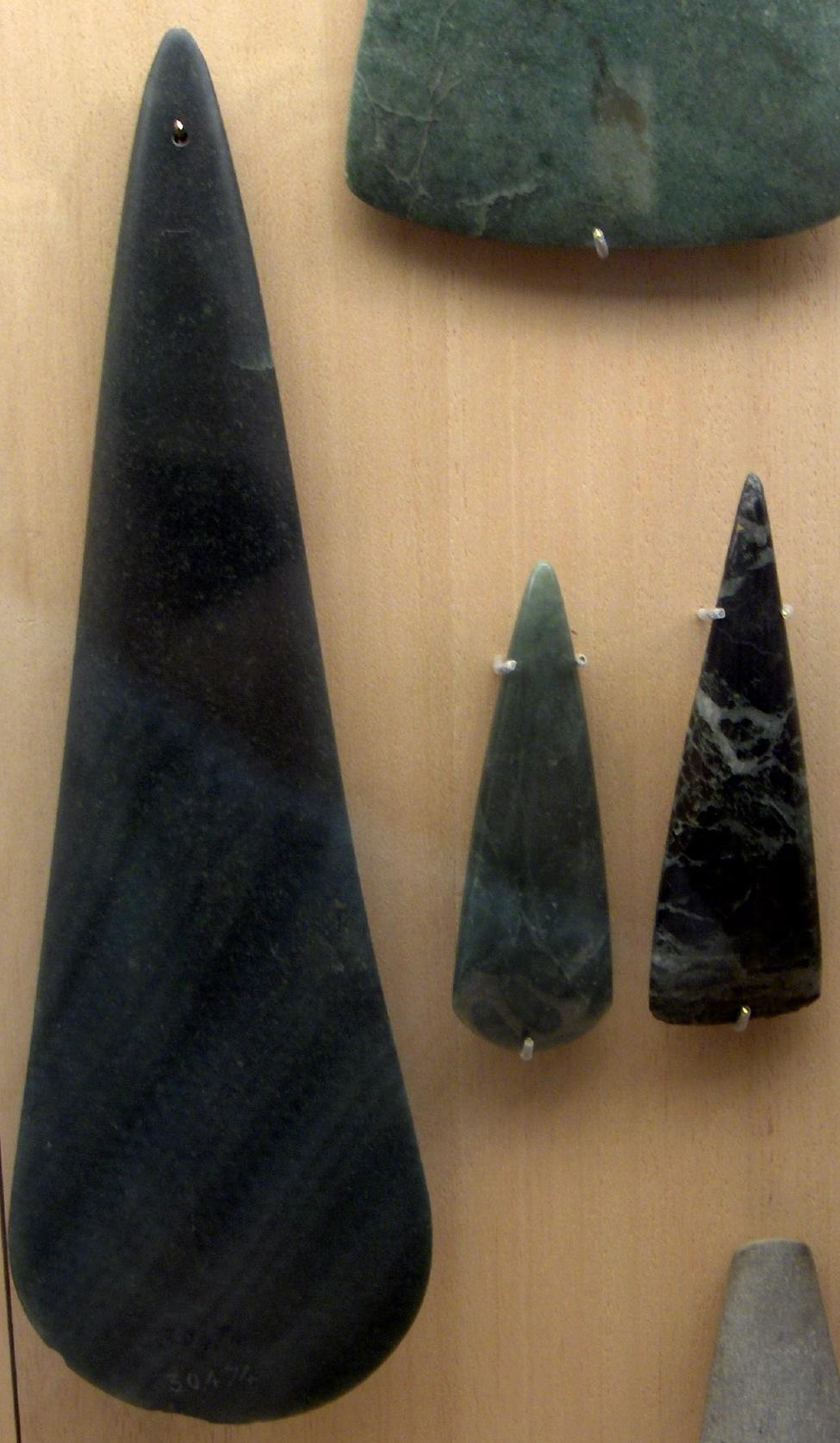
Hacha de piedra pulida, el tipo de herramientas características del período Neolítico, de donde tomó el nombre.

El Neolítico (del griego νεός neós 'nuevo' y λιθικός lithikós 'de piedra') es el último de los períodos de la Edad de Piedra (herramientas de piedra). El Neolítico es el periodo de la Prehistoria donde aparecen las primeras estrategias económicas agrícolas y ganaderas. Aparece en Oriente Próximo entre el tránsito del Pleistoceno Superior al Holoceno (ca.12.000-11.700 BP / ca.10.000-9700 BC), siendo el Neolítico Pre-Cerámico A (PPNA) (ca. 10.500/10.000-8800 BC) la primera fase cultural arqueológica del Neolítico Antiguo registrada en Oriente Próximo en el denominado «Creciente fértil»: Levante, Mesopotamia y Anatolia. El término, que quiere decir «piedra nueva», se refiere a las elaboradas herramientas de piedra pulida que caracterizan este período y lo diferencian de la «antigua» Edad de Piedra, o Paleolítico, con herramientas de piedra tallada sin pulir más toscas. No obstante, en la actualidad el término Neolítico hace relación a las primeras evidencias de agricultura y ganadería con independencia de la presencia de artefactos pulimentados y cerámicas, tal como aparece en el Neolítico Pre-Cerámico A (PPNA) de Oriente Próximo. 
En la periodización americana, el Neolítico coincide aproximadamente con el Periodo Arcaico.
Es el período de la historia humana en el que apareció y se generalizó la agricultura y el pastoreo de animales (ganado), dando origen a las sociedades agrarias. Generalmente, pero no necesariamente, fue acompañado por el trabajo de cerámica. En el Neolítico aparecen los primeros poblados y asentamientos sedentarios humanos. El período Neolítico fue seguido, según las regiones, por la Edad de los Metales o directamente por la Edad Antigua, en la que surgieron la escritura y las civilizaciones agrícolas.
En el Neolítico se produce la sedentarización del ser humano. La agricultura y la ganadería garantizan la provisión de alimentos, y se construyen los primeros asentamientos permanentes. Se pasa de una «economía depredadora» (cazadores/recolectores) a una economía productora a causa de la revolución agrícola.

## Introducción
La revolución neolítica se produjo de manera independiente a partir de al menos seis regiones del planeta, sin contacto entre sí, conocidas como las cunas de la civilización: Asia occidental, China oriental, Nueva Guinea, Mesoamérica, Cordillera de los Andes, Norteamérica oriental, y posiblemente también África subsahariana y Amazonia.
El término fue acuñado por John Lubbock en su obra Prehistoric Times (1865), debido a los hallazgos de herramientas de piedra pulimentada, en vez de tallada, que parecían acompañar al desarrollo y expansión de la agricultura. 
Uno de los principales renovadores en el estudio del Neolítico fue sin duda el arqueólogo francés Jean Guilaine, para quien «la verdadera ruptura [en la historia] no fue la escritura, como se ha dicho con frecuencia, sino la agricultura. A partir del momento en que se introduce la agricultura, se queman los bosques, se transforma el paisaje y se depende del clima para las cosechas. Fue el momento en el que surgió la aldea y después la ciudad. Y también fue el momento en que aparecieron las enfermedades vinculadas con los animales que se fueron domesticando. En fin, ese fue nuestro mundo. Indudablemente somos los descendientes de quienes vivieron en el neolítico.
La agricultura y la ganadería empezaron a practicarse en diferentes lugares del planeta de manera independiente y en distintas fechas. La primera región donde se encuentran pruebas de la transición de unas sociedades de cazadores-recolectores a otras de productores fue Oriente Próximo, hacia el 8500 a. C., desde donde se extendió a Europa, Egipto, Oriente Medio y, quizás, el sur de Asia. Muy poco después los procesos productores se desarrollaron de manera totalmente independiente en el norte de China en los valles del río Amarillo y del Yangtsé (7500 a. C.). En Nueva Guinea también se dio un desarrollo temprano independiente de la horticultura, ya que algunos indicios sugieren que fue hacia el 7500 a. C., aunque esta fecha es todavía insegura. En África las primeras regiones donde se dieron las transformaciones neolíticas fueron el Sáhara, Sahel y Etiopía, aunque hay divergencia de opiniones: unos autores opinan que pudo haber existido algún tipo de influencia desde Asia y otros consideran que el desarrollo fue independiente dado que se domesticaron especies de plantas locales. Finalmente en América el desarrollo de la agricultura fue más tardío aunque se dio de manera independiente en tres regiones: primero en Mesoamérica y la región andina (no se sabe con seguridad si la horticultura en la Amazonia occidental estuvo influida por la región andina) y bastante más tardíamente en el este de Norteamérica. En Europa el desarrollo no fue independiente y la agricultura apareció entre el 6000 a. C. y el 3500 a. C. (dependiendo de las regiones) gracias a la llegada de especies procedentes de Próximo Oriente. Para una descripción más detallada de las diferentes regiones:
- Neolítico en Oriente Próximo
- Neolítico en Europa
- Neolítico en Asia Oriental
- Neolítico en América
- Neolítico en África

La etapa de transición entre el Paleolítico y el Neolítico se conoce como Mesolítico, mientras que las fases del Paleolítico tardío contemporáneas con el Neolítico y el Mesolítico en otras regiones del planeta se conocen como Epipaleolítico. Se denomina Subneolítico a un pueblo o comunidad de economía cazadora-recolectora que recibe algún influjo de tipo neolítico, típicamente la cerámica, de sus vecinos agricultores.
Aunque Neolítico se traduce literalmente como ‘de Nueva Piedra’, quizás sería más apropiado llamarlo ‘Edad de la Piedra Pulimentada’;[cita requerida] sin olvidar que la principal característica que define actualmente el período no es otra que una nueva forma de vida basada en la producción de alimentos a partir de especies vegetales y animales domesticadas. Abarca distintos períodos temporales según los lugares. Se sitúa entre el 7000 a. C. y el 4000 a. C. aproximadamente. Este período se inició en el Kurdistán antes del 7000 a. C. (quizás hacia el 8000 a. C.) y se difundió lentamente, sin que en Europa pueda hablarse de Neolítico hasta fechas posteriores al 5000 a. C.

### Influencia del cambio climático
A partir del 8000 a. C., el cambio climático (época posglaciar) empujó a los rebaños de renos hacia el norte, provocando una disminución de la caza. Declinó la cultura, volviendo el hombre a las cuevas (aunque en algunos casos aislados se conservaron las chozas). El culto a los difuntos y los rituales funerarios se hicieron más complejos. Esta época es llamada «período de marasmo» y se sitúa en el final del Mesolítico y el principio del Neolítico. Este cambio de clima hacia el 8000 a. C (en que se pasó a un clima templado) hizo que el hombre modificara sus costumbres (lo que se vería facilitado por los cambios climáticos —templado, frío, templado, frío— del período entre el 12000 a 8000 a. C.).
Las diferencias culturales de una zona a otra son perceptibles pero resulta imposible dar otro calificativo a los hombres que pueblan extensas zonas que el de Homo sapiens u Hombre de Cro-Magnon, sin que puedan establecerse diferencias étnicas regionales que necesariamente hubieron de darse por el desarrollo separado de los distintos grupos, el ambiente geográfico distinto, la diversa climatología, los hábitos alimentarios diferentes y las múltiples costumbres locales.
Del establecimiento de la ganadería y de una economía de base ganadera surge la trashumancia, que pone en contacto a los pueblos y, consecuentemente, facilita la comunicación entre gentes de culturas, tierras y tribus diversas. La emigración de tribus y la difusión de técnicas, que cada grupo aprende del grupo vecino, va extendiendo las culturas neolíticas desde su foco originario hacia el resto del mundo. De estos contactos y del desarrollo simultáneo de la agricultura surgen, entre otras cosas, los primeros molinos manuales para moler los granos que se cultivan.

## Fases del Neolítico
El Neolítico se divide en tres fases:
- Neolítico inicial (I fase)
- Neolítico medio (II fase)
- Neolítico final (III fase).

Características de este período son la completa domesticación de algunos animales (el asno, el caballo, el reno, y otros), así como la sustitución de los útiles de piedra tallada por los de piedra pulimentada.

### Neolítico medio o pleno
Es en este período cuando la cerámica alcanza su mayor difusión, con la importancia que tuvo para la vida del hombre. La cerámica de entonces corresponde al tipo llamado de cerámica con acanaladura que da idea de un mayor desarrollo de la cerámica en general.
Llama la atención en este período la desaparición de los cultivos agrícolas, que adquirieron bastante desarrollo en la etapa anterior, y que en esta casi se extinguen o cuando menos retroceden de forma notoria. No se conoce la causa que motivó este fenómeno general.
Parece ser que este período provocó desplazamientos masivos de poblaciones que se asentaron en determinadas zonas geográficas. En Cataluña se percibe claramente el asentamiento de una población procedente seguramente de Suiza y del norte de Italia, que empujó a los primeros emigrantes orientales del período anterior más al sur. Los emigrantes instalados en Cataluña, que constituyen la Cultura de las sepulturas de fosa, aportaron una cultura de base agrícola y ganadera, que establecía sus poblados en cabañas en los llanos, enterrándose en fosas como sepultura, distintas de la sepultura en cuevas, lo que demuestra que no las utilizaban. Sin duda pasada la primera época de invasión, y asentada sólidamente la población, estos emigrantes pudieron adoptar nuevas costumbres funerarias, religiosas, económicas y sociales, influidos no solo por la cultura de donde procedían, sino también por los restos de la cultura mesolítica anterior a la primera emigración oriental, y por esta primera cultura oriental.
La trashumancia puso en contacto a los pobladores de diversas regiones. Así la cultura arcaizante, Asturiense, de la cornisa Cantábrica y Aquitania, la Cultura de las Cuevas en el Valle del Ebro (neolítica), y la Cultura de los Sepulcros de fosa en Cataluña.
En esta época ya aparecieron algunos elementos de cobre en Francia, hacia el final del período.

## Vida en el Neolítico

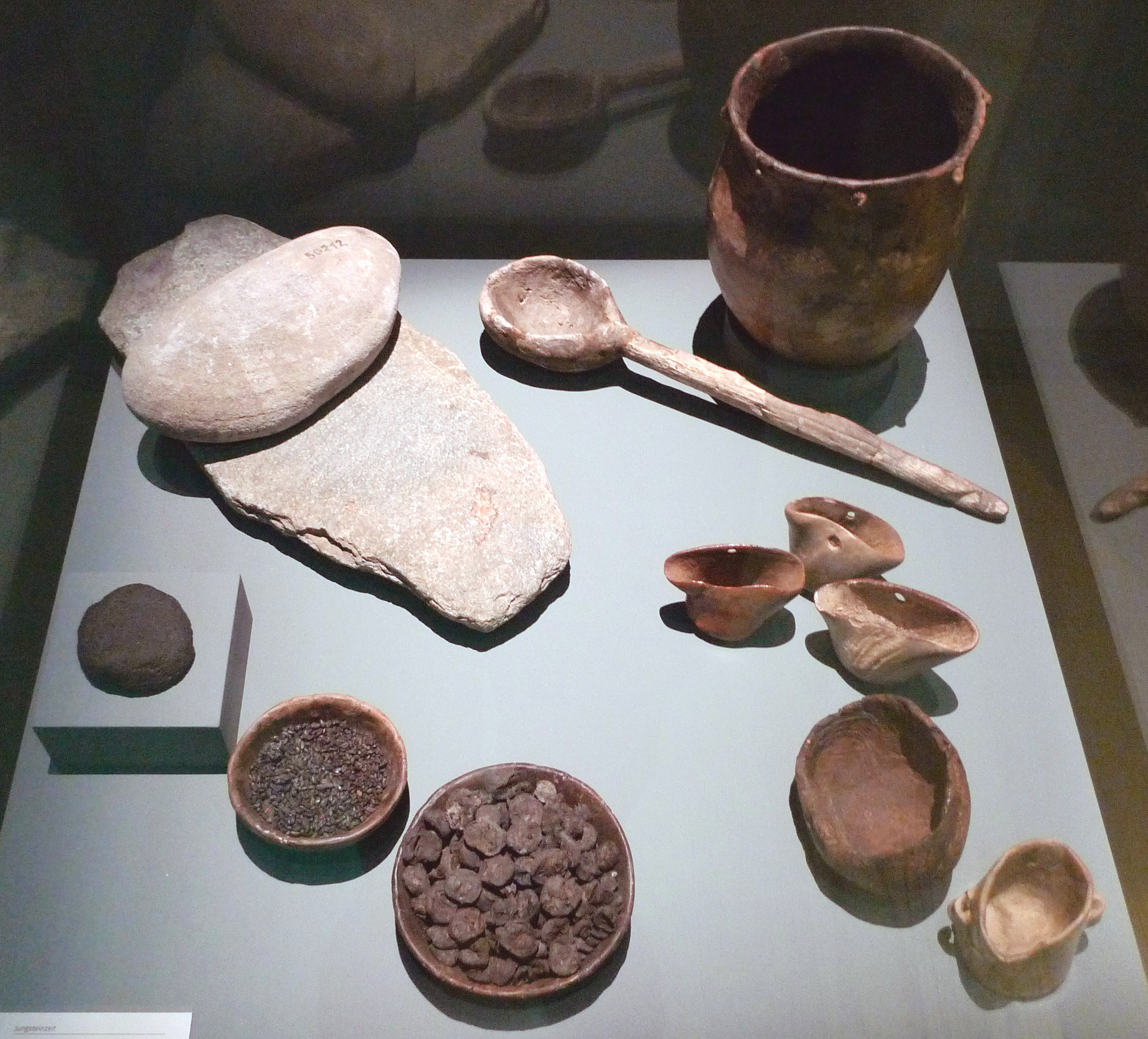
Plato del neolítico en Europa: piedra de molino, pan y restos carbonizados de alimentos, olla de barro, recipientes para beber de astas de ciervo y de madera.

El cambio climático provoca una lenta conversión de la economía de subsistencia, basada en la caza, hacia una economía más estable de base pastoril y apoyada en los cultivos (agricultura). Se aprecia que el hombre deja las montañas para desplazarse hacia los llanos en persecución de sus presas de caza. El hombre vuelve a las cuevas aunque en algunos puntos pudo conservar la utilización de chozas en las cercanías de ríos. El desarrollo del pastoreo da lugar a la trashumancia y a los contactos relativamente frecuentes con gente de otras tierras, existiendo una mayor intercomunicación entre las diversas tribus.
Para las hachas y otros instrumentos se utiliza la piedra pulida y los útiles y algunas herramientas se fabrican frecuentemente con hueso. Aparecen también útiles de obsidiana.

### Surgimiento de la agricultura y los poblados

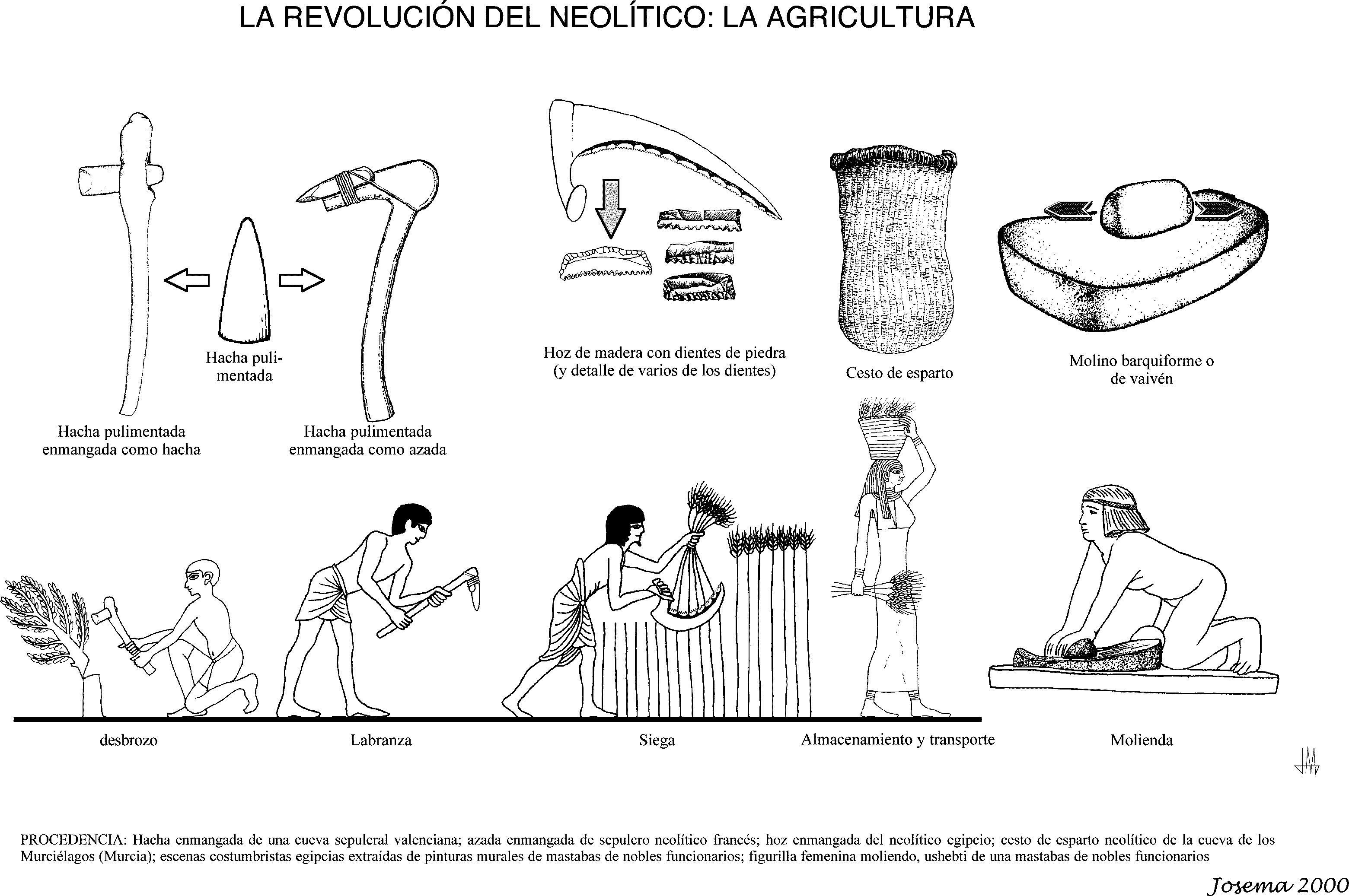
Utensilios agrícolas típicos del Neolítico y sus posibles empleos a través de antiguas representaciones egipcias.

Las primeras culturas agrícolas aparecen con el Neolítico Pre-Cerámico A (PPNA) (ca. 10.500/10.000-8800 BC), que es la primera fase cultural arqueológica del Neolítico Antiguo registrada en Oriente Próximo en el denominado «Creciente fértil»: Levante, Mesopotamia y Anatolia. Posteriormente, aparece el Neolítico Pre-Cerámico B (PPNA) y el Neolítico Cerámico antiguo. Entre los primeros asentamientos agrícolas del 10.500 al 7000 BC destacan Gesher, Mureybet, Jericó, Çatalhöyük, Hacilar o Çayönü entre otros.
Se sabe de la siembra, recolección y almacenaje de cereales. Entre los inventos útiles para las labores agrícolas, se encuentran la hoz de madera, el hacha de piedra pulimentada, el molino de mano para moler el grano o el cereal y los objetos de esparto, como las cestas de mimbre, los sacos o las sandalias de esparto. El arado tirado por bueyes o asnos permitió remover mejor la tierra y labrar una mayor extensión de terreno en menos tiempo.
Desde el inicio del Neolítico en Oriente Próximo hasta su llegada a la península Ibérica (ca. 5700/5600 BC) pasaron varios milenios. Según las dataciones radiocarbónicas de los registros arqueológicos de la sierra de Atapuerca y la cuenca del Arlanzón (Burgos, España), en la Meseta Norte ibérica el Neolítico ya está presente en el último tercio del VI milenio cal. BC con el registro arqueológico en cuevas y en yacimientos al aire libre de agriotipos domésticos de trigo y cebada, ganadería de ovicápridos, cerámicas neolíticas, industrias líticas laminares y artefactos pulimentados. La depresión de la Bureba, la sierra de Atapuerca y el valle del Arlanzón es un corredor natural que conecta la cuenca del Ebro con la cuenca del Duero. En este corredor natural se ha registrado una importante densidad de yacimientos neolíticos en cueva, al aire libre y estructuras megalíticas, siendo según las referencias citadas una de las rutas de expansión del proceso neolitizador del Levante peninsular hacia la Meseta Norte.

### Cerámica

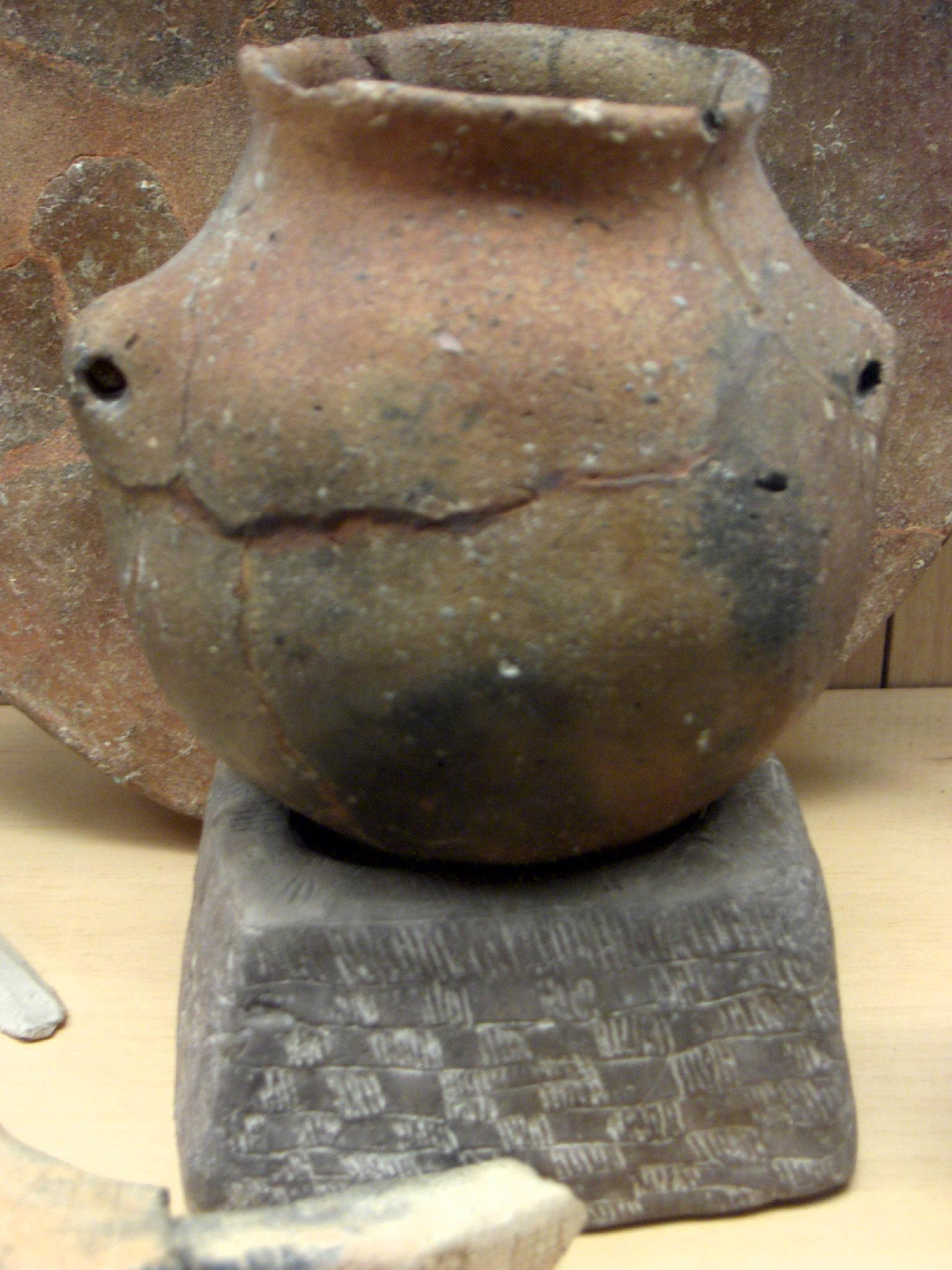
Cerámica neolítica.

Un invento de vital importancia para la vida de las personas, y que tuvo un desarrollo muy rápido, es la cerámica. Permitió la construcción de recipientes para líquidos y facilitó enormemente la vida del hombre, que ya no necesitaba estar permanentemente en las cercanías del agua, o realizar a menudo largos recorridos para abastecerse, pues almacenaba el agua, y también granos, semillas, productos molidos, etcétera, en los recipientes de cerámica. Solo necesitaba desplazarse periódicamente para renovar el abastecimiento de la cantidad consumida desde el suministro anterior.
Antes se usaban calabazas vacías (que podían contener agua pero no podían ponerse al fuego) y cestos de mimbre (que no podían contener agua). Posteriormente estos recipientes de mimbre se impermeabilizaron con la arcilla seca al sol o cocida al fuego. Más tarde aprendieron a dar la forma a la arcilla con un esqueleto de mimbre muy simple y luego sin esqueleto. La forma era a menudo de calabaza y las dimensiones parecidas al cesto de mimbre.
Los cazadores usaban en raras ocasiones las piezas de arcilla (por ejemplo, no servían como carcaj por su fragilidad), prefiriendo las de mimbre o de tejidos. En cambio, a los ganaderos y agricultores les proporcionaba seguridad en el almacenamiento de agua y otros productos, lo cual, junto con los medios de conservación de la carne, les hacía menos dependientes de la caza diaria.
En esta época se difunde el uso de las piezas de cerámica, cuya utilización en la península ibérica es segura, existiendo restos del Neolítico medio.
Aparecida la cerámica, el hombre intenta decorarla. Hay indicios de que las primeras decoraciones se hacían con cuerdas, utilizadas a menudo de refuerzo, pero después se introdujeron otras variantes: la acanaladura, el cordón (línea en relieve a modo de cuerda, ligeramente debajo del borde) y las asas de diversos tipos.
La cerámica de la época inicial (hacia el 4000 a. C.) es de la llamada «cardial», con incisiones de diversos tipos en la arcilla blanda pero ya moldeada, hechas con los dedos o con punzones o espátulas de hueso o piedra pulida, pero principalmente con la concha del molusco Cardium edule (berberecho) de donde recibe el nombre. Las incisiones, a menudo combinadas, buscaban efectos simétricos.

### Trenzados de fibras y telar

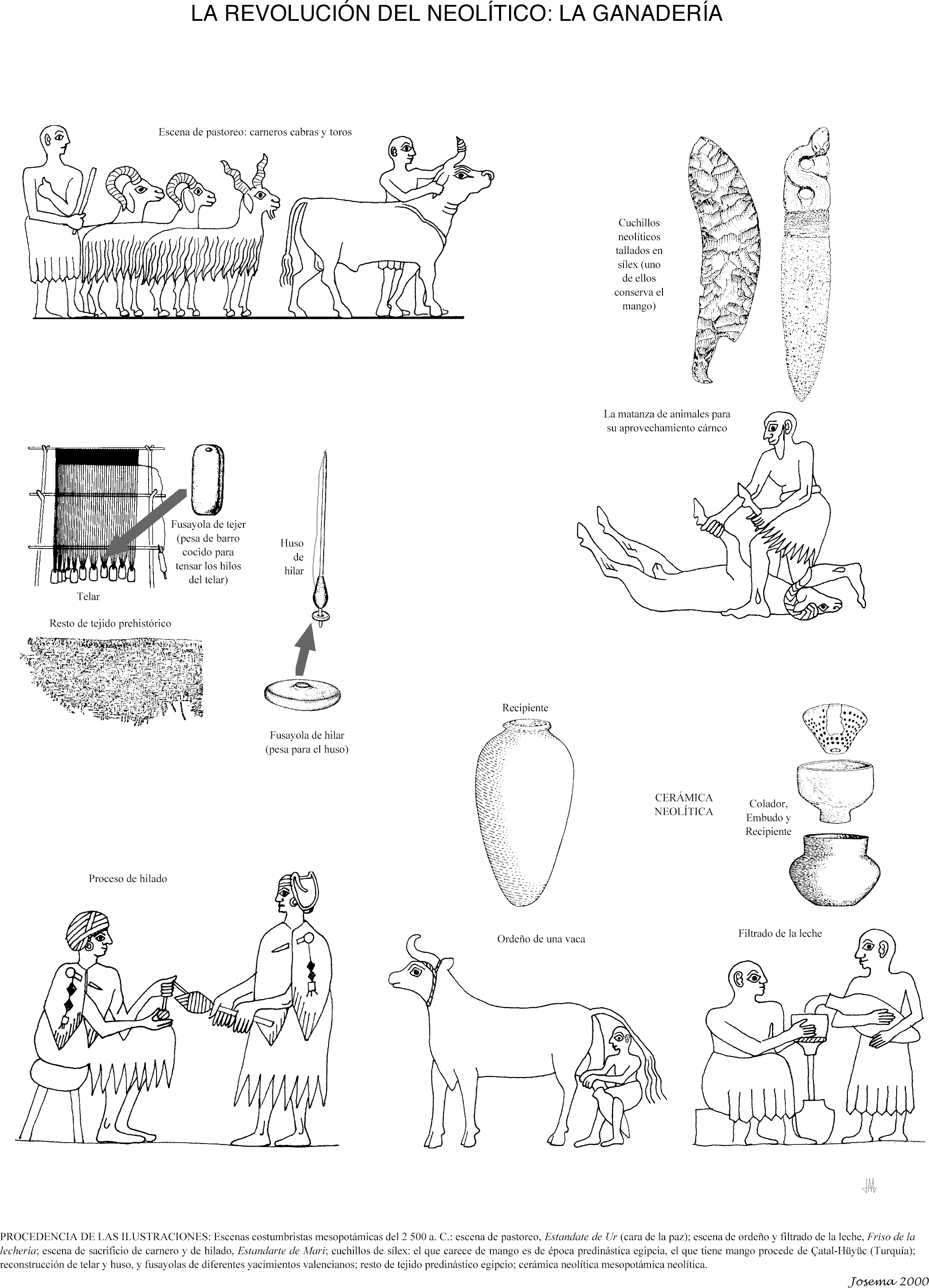
Utensilios relacionados con la ganadería, típicos del Neolítico y sus posibles empleos a través de antiguas representaciones mesopotámicas.

Empiezan a usarse los primeros trenzados de fibras, en especial en mimbre.
Seguramente los primeros se hicieron toscamente con ramas. La técnica fue evolucionando hasta llegarse a cestos muy bien logrados en el Neolítico, producto de la necesidad de recolección de frutos, que existía hacía cientos o miles de años. Los cestos se hacían de mimbre. Quien ha visto los nidos de los pájaros tejedores, puede imaginar fácilmente la fuente de inspiración para los primeros cestos. Seguramente incluso se colectaban huevos de los nidos de los pájaros tejedores
El huso y el telar (pueden verse en la imagen adjunta) son algunos de los más revolucionarios inventos del neolítico. Los humanos se dieron cuenta, por causas desconocidas, quizás por casualidad, de que algunos productos, como la lana y el lino (y luego otros, como el cáñamo) podían estirarse mediante un tosco huso o una barra de madera redonda. A modo de imitación de los tejidos de los cestos, podían tejerse estos hilos y fabricar telas (las de lana para el invierno y las de lino para el verano). Seguramente al principio se pensó utilizar el invento para hacer cestas más ligeras, antes de destinarlos a telas de vestidos. Otra prenda muy difundida es el saco, tejido con otro material, el esparto.

### Domesticación de los animales
Se sabe que en esta época se domesticaron algunos animales, y entre ellos, el primero, el perro.
Para conservar la carne se usa el sistema del acecinado, secado al sol o salado, colocándola colgada en el centro de una figura de tres estacas con el suelo en el mismo vértice.
La habilidad manual de los pobladores de la época se utilizaba en la preparación de trampas de cuerdas de cierta complejidad. El animal capturado por las cuerdas anudadas tendidas por el hombre, era rematado después por este. El desarrollo de las trampas coincide con el culto a la araña, extendido por todas las culturas neolíticas de Europa Occidental y otras, culto probablemente vinculado a la habilidad de este pequeño animal para colocar sus trampas, las telas de araña.
El humano estaba habituado a seguir las huellas de los animales y es notoria la especialización que habían alcanzado, hasta el punto de que en las pinturas rupestres, en los pies están representadas perfectamente las pezuñas tal y como se marcaban en el suelo. Al parecer, por las representaciones pictóricas, los hombres corrían a una altísima velocidad, persiguiendo a sus presas.
De esta época son también las primeras cucharas, que no se usaban para comer sino para mezclar los alimentos en cocción.
En esta época, a raíz de capturas de jabalíes vivos (jabatos), principalmente hembras, estos animales fueron domesticados y dieron origen al cerdo (en general el jabalí era una pieza de caza). A menudo se representan en las pinturas rebaños de jabalíes que no son objeto de caza y que podría tratarse de rebaños en proceso de domesticación.

### Danzas rituales
Las danzas rituales, asociadas a ritos de fertilidad, las prácticas religiosas (que ahora desconocemos) de la época, siguen practicándose. Probablemente, cada grupo disponía de un hechicero, que se adornaba con una cabeza de toro salvaje hueca y una piel de toro que incluía la cola. Estos hechiceros son los que aprendían y difundían las nuevas técnicas, trasmitían sus conocimientos a su sucesor o sucesores y hasta es posible que fueran los autores de las pinturas rupestres pues en general estas se suponen asociadas a ritos religiosos o mágicos.
Los hechiceros tenían vagos conocimientos astronómicos (observaban el cielo y en una pintura está representada la Osa Mayor); observaban las costumbres de los animales, salvajes o no, para hacer más fácil su captura o imitarlos (por ejemplo la araña, pero también otros) y ensayaba sobre vegetales, comestibles o no.

### Ejecuciones y asambleas de guerreros
Existen representaciones de ejecuciones: una falange de guerreros, entre los que parece distinguirse uno de los demás por su posición y por el uso de una pieza en la cintura, y que probablemente debía ser el jefe del grupo, dispara flechas contra un condenado. En este período se celebraban asambleas o reuniones de guerreros, representadas no solo para las ejecuciones, creyéndose que tenían importancia política o religiosa. Se representan escenas con unos veinte guerreros lo que demostraría la existencia de grupos de unos cien individuos o más, ya que hay que incluir a las mujeres, niños, ancianos, adolescentes, hechiceros y sus ayudantes, centinelas, y otros (se supone que la población de Çatalhöyük era de unos 3000 habitantes). Se cree que la asamblea de guerreros ejercía un poder decisivo, pues en algunas representaciones se deduce que la asamblea, si no tenía carácter militar, tenía una finalidad religiosa, venerándose a las pinturas de los grandes animales o a estos mismos (de la veneración de las pinturas neolíticas existe constancia en épocas posteriores, incluso en tiempos de los romanos, presumiéndose que la tradición de su veneración continuó sin interrupción desde el Neolítico al periodo romano).

### Primeros poblados

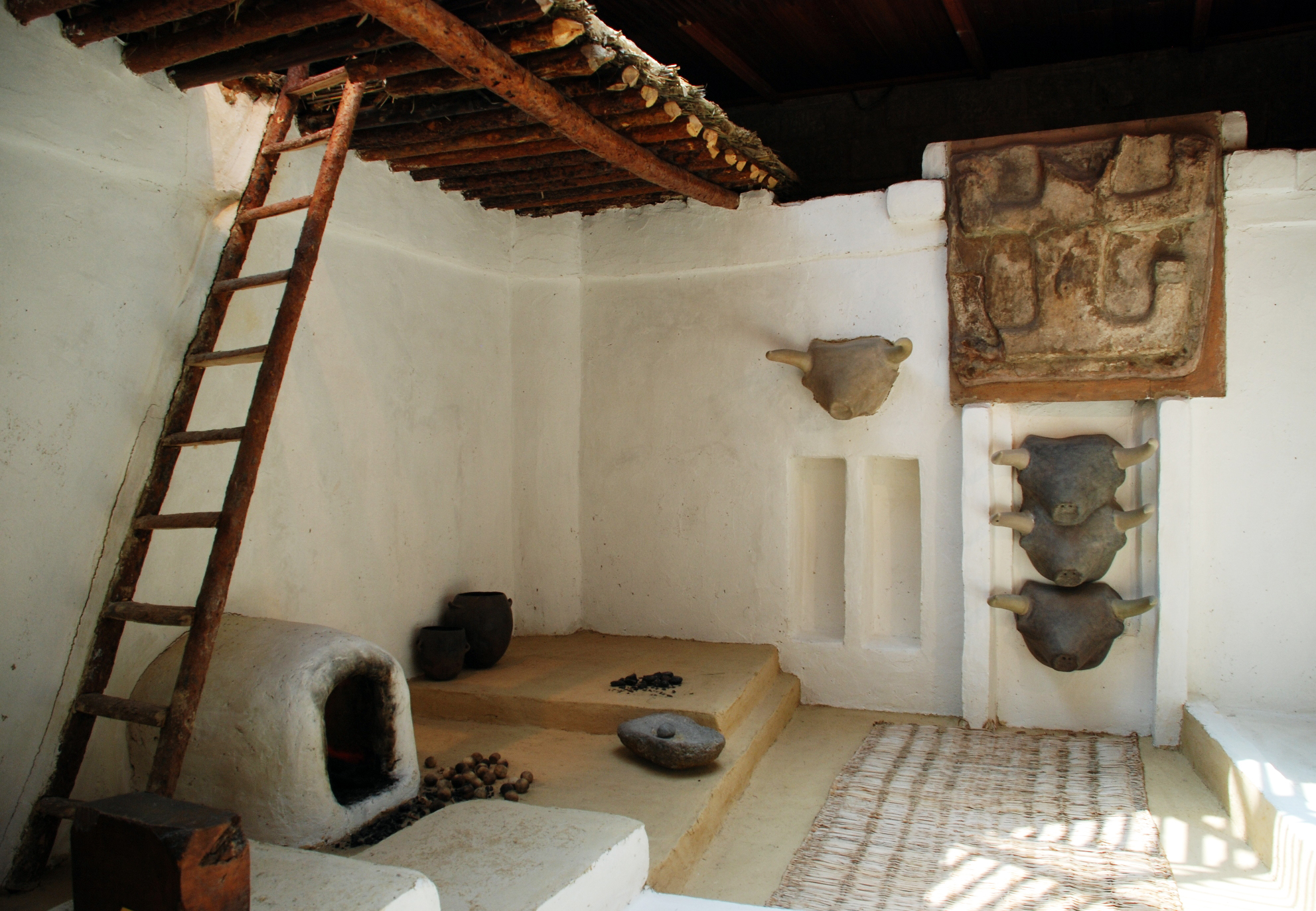
Restauración del interior de una vivienda del asentamiento neolítico de Çatalhöyük, en la actual Turquía.

Se construyeron poblados de casas de adobe, aproximadamente rectangulares en medianería, sin calles y con entrada por la cubierta, que era plana. También cabañas circulares, semi-subterráneas, de una sola cámara, con los muros y el suelo cubiertos de barro (Khirokitia, en Chipre).
La innovación se difundió con extrema rapidez y antes del 7000 a. C. ya se constata al menos una aldea, Jericó, con una superficie de unas cuatro hectáreas, con una muralla de piedra y un foso excavado de unos 8 metros de ancho por 3 metros de fondo, y con, al menos, una gran torre circular de 9 m de altura, que se pensó servía como torre de vigilancia, con escalera para acceder al techo y a la parte alta de la muralla, pero que realmente resultó ser un muro contra inundaciones y un almacén de grano.
Esta primera cultura neolítica (Neolítico pre-cerámico) duró desde aproximadamente el 7500 a. C. al 6500 a. C. y fue sustituida por otra «invasión» desde el norte, de Anatolia, que duró también unos mil años (6500 al 5500 a. C.); siguió después otra cultura neolítica procedente también del norte, que subsistió otros mil años (5500-4500 a. C.). Estas culturas se fueron difundiendo por toda Eurasia, acelerándose la difusión después del 5000 a. C., fecha en que puede fijarse el inicio del periodo neolítico en el continente europeo, alcanzando poco después la península ibérica.
Los densos agrupamientos de aldeas y pequeñas ciudades, confinados en principio a los márgenes de las corrientes de agua naturales, tuvieron que recurrir cada vez más al regadío artificial para regar sus campos de trigo y cebada. Hacia el 6350 a. C. se levantaron templos monumentales de ladrillo de adobe en el centro de importantes ciudades como Eridu y Al Ubaid.
Las primeras ciudades surgieron en la zona de Oriente Próximo en torno a los 7000 años de antigüedad y asociadas a las primeras culturas neolíticas. La cercanía de los ríos Éufrates y Tigris permitió el cultivo de cereales y otras plantas que podían ser regadas por medio de las obras de canalización que realizaron los habitantes de estas primeras ciudades.
Surgieron también los primeros edificios públicos que caracterizan a la ciudad, los palacios y los templos. Unos y otros funcionarán como grandes oficinas administrativas en las que se llevaba el control de la producción de alimentos y del comercio. La necesidad de administrar esta información llevó a la aparición de sencillas formas de anotación, contabilidad y escritura.

### Miel y bebidas
El uso de la miel continúa. Su importancia deriva del hecho de que era el único alimento dulce conocido[cita requerida], igual que la sal era el único salado. Además, de los panales se obtenía la cera, que seguramente se usaba en rituales mágicos, religiosos o funerarios.
De la miel se obtuvo en una época indeterminada el hidromiel, solución acuosa de miel que a consecuencia de la fermentación alcohólica ha perdido toda o parte de la materia azucarada y se ha convertido en alcohol etílico, siendo parecido en su sabor a algunos tipos de vino. El hidromiel tenía un color brillante y dorado, que lo asemejaba igualmente a ciertos vinos. Para fabricar hidromiel se usaba el agua utilizada para lavar utensilios que habían contenido miel, a la cual se añadía miel (25 % de miel y 75 % de agua) con el polen extraído de los panales para su fermentación (0,05 %), creándose una bebida de unos quince grados.
Otra bebida es la cerveza, que es anterior a los cultivos. Se cree que los pobladores neolíticos calentaban al máximo una piedra hueca que contenía agua y plantas silvestres, fermentándolo con las mismas hierbas masticadas y escupidas en el líquido. Este procedimiento se usaba aún en la industria lechera vasca a principios del siglo XX para fabricar cuajada o mamilla (si bien la leche se introducía en recipientes de madera en los que se introducían las piedras calientes). Fue en Egipto donde se aprendió a elaborar la cerveza con cebada, sistema que probablemente no alcanzó Europa hasta el período de los indoeuropeos o celtas.
No se conocía el vino ni tampoco el aceite, usándose grasas animales. Sin embargo, a raíz de la domesticación del ganado se conocía la leche, aunque solo se usaba la de cabra, no difundiéndose el uso de la leche de vaca hasta la época romana.[cita requerida]

### Harinas

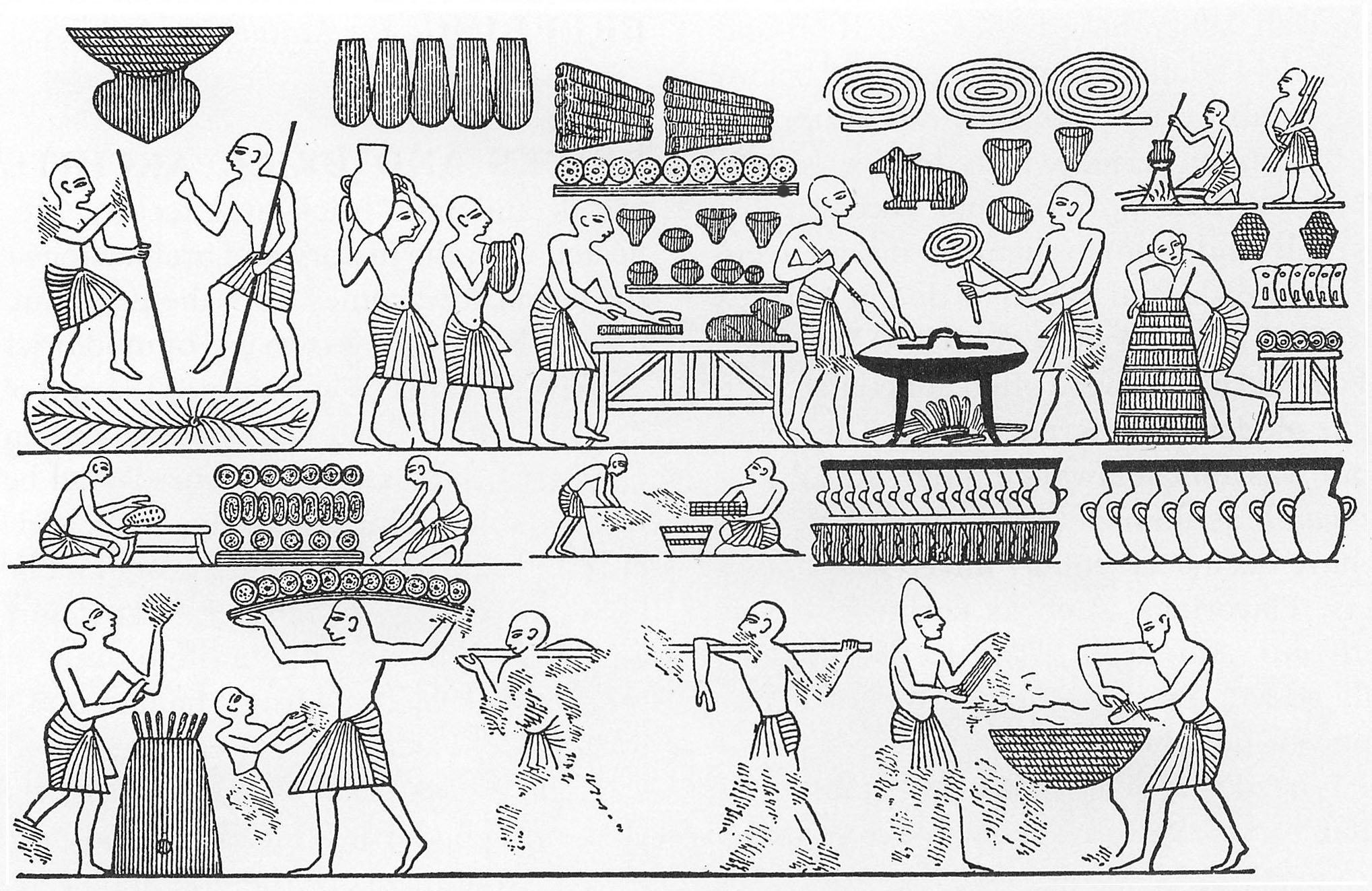
Escenas de elaboración de pan en la Tumba de Ramsés III. Valle de los Reyes. Egipto.

El trigo, que era una planta silvestre difundida en Asia menor, fue cultivado en Oriente Medio y su cultivo se difundió en el Neolítico llegando a Europa hacia el 5000 a. C. Se comían los granos de trigo y otros cereales. Más tarde se trituraron, comiéndolos triturados o convertidos en pasta. A veces también se comían los granos hervidos.
El sistema de moler harina con molinos de piedra se difundió en el Neolítico. La pasta o masa de harina y agua se cocía en piedras calientes. Más tarde se descubrió el sistema de fermentación y su cocción comenzó a realizarse en hornos cada vez más evolucionados. Se fabricaba el pan con harina de trigo, de cebada y de centeno, y probablemente también con otros cereales como mijo y avena.

## Arte neolítico
El estilo del Neolítico manifiesta una intención artística geométrica y estilizada: grafos esquemáticos que indican, más que reproducen, el objeto, símbolos en vez de imágenes realistas fieles a la naturaleza.
Además en este período se desarrolló un estilo de pintura rupestre en la zona levantina de la península ibérica basado en la pintura de escenas de caza en rocas al aire libre, con representaciones esquemáticas de figuras humanas.
Otro tipo de vestigios de culturas neolíticas lo constituyen los antropolitos, zoolitos y ornitolitos hallados en Sudamérica.